# Orimarga (Orimarga) karnyi
Orimarga (Orimarga) karnyi is een tweevleugelige uit de familie steltmuggen (Limoniidae). De soort komt voor in het Oriëntaals gebied.